# Sphenomorphus courcyanum
Sphenomorphus courcyanum är en ödleart som beskrevs av  Annandale 1912. Sphenomorphus courcyanum ingår i släktet Sphenomorphus och familjen skinkar. Inga underarter finns listade i Catalogue of Life.